# Tjernitjevo (distrikt i Plovdiv)
Tjernitjevo (bulgariska: Черничево) är ett distrikt i Bulgarien.   Det ligger i kommunen Obsjtina Chisarja och regionen Plovdiv, i den centrala delen av landet, 120 km öster om huvudstaden Sofia.
Trakten runt Tjernitjevo består till största delen av jordbruksmark. Runt Tjernitjevo är det ganska glesbefolkat, med 39 invånare per kvadratkilometer.